# Campeonato Mundial de Esgrima de 1922
El II Campeonato Mundial de Esgrima se celebró en dos sedes: las competiciones de espada en París (Francia) y las de sable en Ostende (Bélgica), en el año 1922 bajo la organización de la Federación Internacional de Esgrima (FIE), la Federación Francesa de Esgrima y la Real Federación Belga de Esgrima.

## Medallistas

### Masculino
| Evento            | Oro                             | Plata                       | Bronce                   |
| ----------------- | ------------------------------- | --------------------------- | ------------------------ |
| Espada individual | Raoul Heide · Noruega           | Robert Liottel Francia      | Gaston Cornereau Francia |
| Sable individual  | Adrianus de Jong · Países Bajos | Maurice Taillandier Francia | Léon Tom · Bélgica       |

## Medallero
| Núm. | País         | Oro | Plata | Bronce | Total |
| ---- | ------------ | --- | ----- | ------ | ----- |
| 1    | Noruega      | 1   | 0     | 0      | 1     |
| 1    | Países Bajos | 1   | 0     | 0      | 1     |
| 3    | Francia      | 0   | 2     | 1      | 3     |
| 4    | Bélgica      | 0   | 0     | 1      | 1     |
|      | TOTAL        | 2   | 2     | 2      | 6     |